# Ovidio Poletto

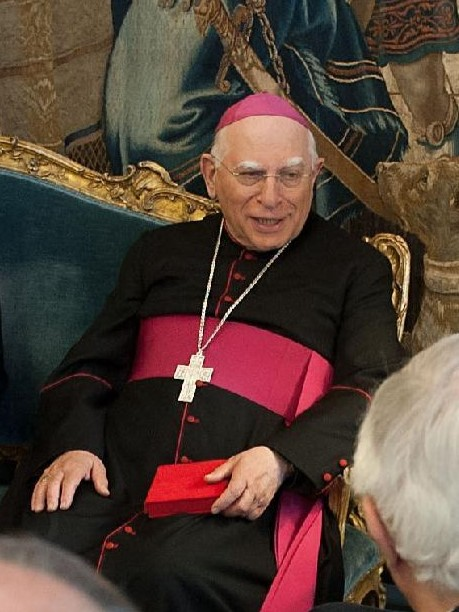
Ovidio Poletto, 2010

Ovidio Poletto (* 27. März 1935 in Caneva) ist Altbischof von Concordia-Pordenone.

## Leben
Ovidio Poletto empfing am 6. Juli 1958 die Priesterweihe und wurde in den Klerus des Bistums Vittorio Veneto inkardiniert. Johannes Paul II. ernannte ihn am 16. September 2000 zum Bischof von Concordia-Pordenone und trat am 8. Dezember desselben Jahres sein Amt an.
Der Bischof von Vittorio Veneto, Alfredo Magarotto, weihte ihn am 11. November desselben Jahres zum Bischof; Mitkonsekratoren waren Eugenio Ravignani, Bischof von Triest, und Sennen Corrà, emeritierter Bischof von Concordia-Pordenone.
Am 25. Februar 2011 nahm Papst Benedikt XVI. sein altersbedingtes Rücktrittsgesuch an.